# Fuerte de Rapitán
El Fuerte de Rapitán es un fuerte poligonal del siglo XIX situado en la ciudad española de Jaca (Aragón). Situado en el monte de la misma denominación, con una altura de 1.142 m.s.n.m,, formó parte del inconcluso Campo Atrincherado de Jaca. En sus proximidades se construyó la denominada Batería Baja del oeste y estaba prevista la construcción de otra batería al este cuya construcción no se llevó a cabo. Su ubicación en la entrada del valle del río Aragón le confería una importancia estratégica decisiva en la defensa fronteriza del estado. Se trata de un emplazamiento artillero para dieciocho piezas de gran calibre y con estancias para los servidores y defensores de la posición. Como tal, la mayor parte de la obra se encuentra enterrada para estar a cubierto del fuego enemigo. Nunca entró en acción.

## Historia

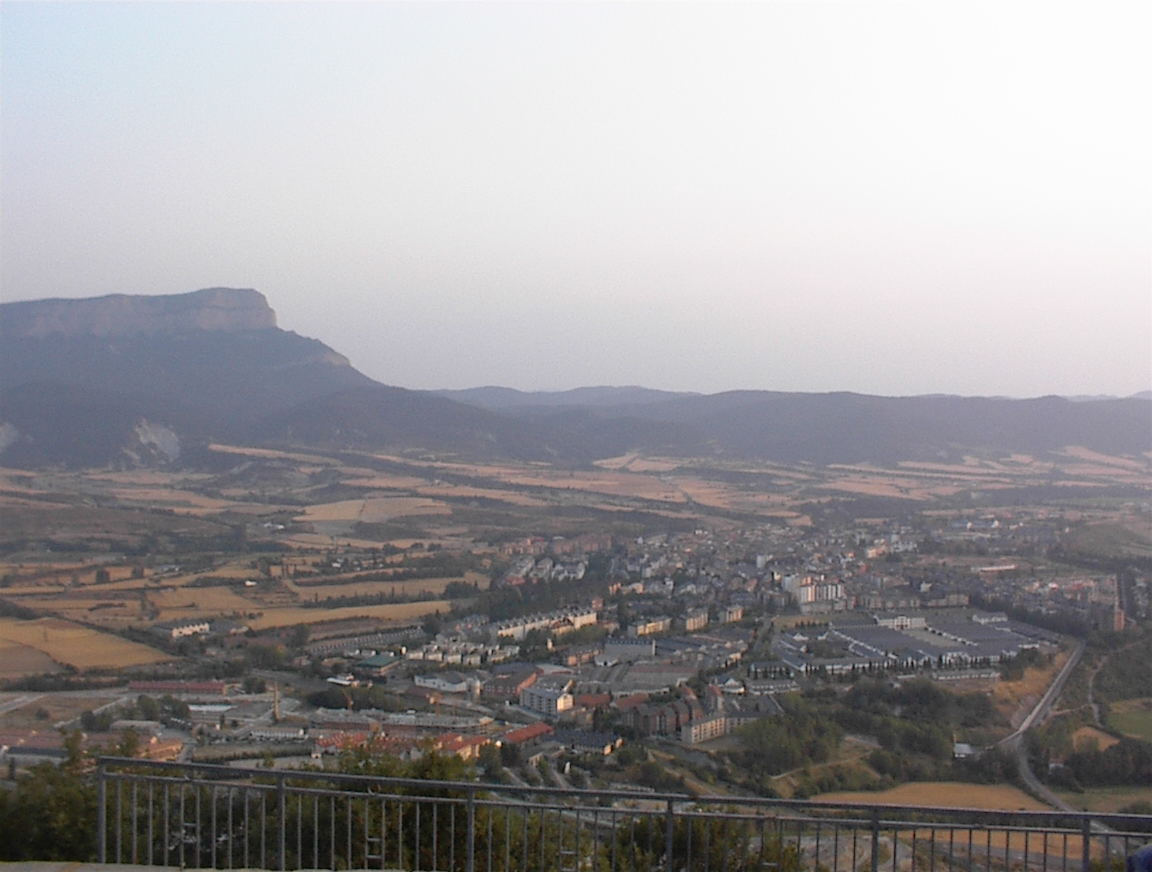
Panorámica de la ciudad de Jaca desde el Fuerte de Rapitán.

En 1884 comenzaron las obras de desmonte y explanación del futuro fuerte en el monte de Rapitán, que desde 1675 había sido dedicado por el concejo a pasto.
En 1886 se había concluido el camino de acceso a la cima y en 1890 llegarían desde la fundición de Trubia once cañones para ser emplazados en el futuro castillo. La obra, iniciada a la par que el Fuerte de Coll de Ladrones en Canfranc y el Fuerte Santa Elena en Biescas, supuso un coste para el estado de seis millones de pesetas, trabajando en las obras doscientos cincuenta jornaleros y numerosos canteros.
Dentro de la historia contemporánea, hay que registrar los trágicos episodios acaecidos en los primeros días de la Guerra Civil, cuando delante de sus muros cayeron fusilados decenas de republicanos.

## Uso actual
Actualmente, el Fuerte de Rapitán se ha convertido en el salón de la ciudad, lugar donde se recibe y acoge a los más ilustres visitantes.
Asimismo, en los últimos años la antigua fortaleza ha sido integrada como escenario dentro de la programación cultural del ayuntamiento.
Cabe señalar las actuaciones que allí han tenido lugar en varias ediciones del ciclo de música gospel «Mirando las Estrellas», así como la instalación dentro de sus muros de diversas exposiciones y, durante los veranos, el espectáculo de magia y teatro «Jack Denizard».
Por el contrario, el Fuerte de Rapitán ha dejado de acoger el Museo de Miniaturas Militares, el cual ha sido trasladado a la Ciudadela de Jaca.
La 6.ª etapa de la Vuelta a España 2012 finalizó en este fuerte, siendo el ganador Joaquim Rodríguez.

## Enlaces de interés
- Wikimedia Commons alberga una categoría multimedia sobre Fuerte de Rapitán.
- Fuerte de Rapitán en CastillosNet.
- jaca.es
- jaca.com
- [El fuerte de Rapitan (Jaca, Huesca) https://www.ingeba.org/liburua/rapitan.pdf]

- Datos: Q5870585
- Multimedia: Fuerte de Rapitán / Q5870585